# Heron
Heron – imię męskie pochodzenia greckiego wywodzące się od wyrazu pospolitego hērōs, co oznacza "mocny, silny, bohater", przejęte do łaciny jako Ero // Hero // Heron. 
Heron imieniny obchodzi:
- 28 czerwca, jako wspomnienie św. Herona, wspominanego wraz ze św. Plutarchem, Heraklidem, Serenem, Marcelą, Potamieną i Raidą[2].
- 17 października, jako wspomnienie św. Herona, biskupa Antiochii i następcy św. Ignacego Antiocheńskiego[3]
- 14 grudnia, jako wspomnienie św. Herona, wspominanego razem ze świętymi. Aterem (Arseniuszem), Izydorem i Dioskurem[4]

Znane osoby noszące imię Heron:
- Heron z Aleksandrii